# توماس سی. لینچ
 توماس کانر لینچ (انگلیسی: Thomas Conner Lynch؛ زادهٔ ۲۰ مهٔ ۱۹۰۴؛ درگذشتهٔ ۲۹ مهٔ ۱۹۸۶) یک وکیل آمریکایی بود که از سال ۱۹۶۴ تا ۱۹۷۱ به عنوان دادستان ناحیه در سان فرانسیسکو و به عنوان دادستان کل کالیفرنیا فعالیت می‌کرد.

## اوایل زندگی
لینچ در سال ۱۹۰۴ در سان فرانسیسکو به دنیا آمد مری اوکانر و پاتریک لینچ پدرو مادرش، مهاجر ایرلندی اهل شهرستان کری بودند. مادر لینچ در سال ۱۹۰۶ درگذشت و پدرش در سال ۱۹۱۳ به‌هنگام تلاش برای نجات یک کارگر هنگام کار بر روی گودبرداری فاضلاب، کشته شد. او که متعاقباً تحت سرپرستی بستگان خود بزرگ شد، در مدارس دستور زبان کاتولیک در سانفرانسیسکو تحصیل کرد و سپس به مدرسه مقدماتی کالج بلارمین و دانشگاه سانتا کلارا پیوست. لینچ در ادامهٔ تحصیل، در دانشکده حقوق در دانشکده حقوق دانشگاه سانفرانسیسکو شرکت کرد.
او پس از تحصیل دانشکده حقوق، در سال ۱۹۳۰ به کانون وکلا راه یافت و به‌عنوان یک نمایندهٔ شرکت بیمه کار کرد و سپس در سال ۱۹۳۳ به‌عنوان دستیار وکیل ایالات متحده منصوب شد. لینچ بعداً و در پی انتخاب پت براون به‌عنوان دادستان ناحیهٔ سان فرانسیسکو در سال ۱۹۴۳، به سمت معاون ارشد براون منصوب شد. لینچ و براون که در تمام طول عمر خود با یکدیگر دوست بودند، اولین بار به‌واسطهٔ دوستان مشترک در سفر به یوسمیتی با یکدیگر آشنا شده‌بودند.
لینچ در سال ۱۹۲۸ در یک مهمانی رقص در کمپ کری در دره یوسمیتی توسط پت براون به همسر آینده خود، ویرجینیا سامرز لینچ معرفی شد. این دو نفر بعداً به لاولاک، نوادا برگشتند.

### دادستان ناحیه سان فرانسیسکو
در سال ۱۹۵۱ به‌دنبال انتخاب براون به‌عنوان دادستان کل، لینچ توسط شهردار المر رابینسون به‌عنوان وکیل ناحیهٔ سان فرانسیسکو منصوب شد.

## دادستان کل کالیفرنیا
در سال ۱۹۶۴، لینچ توسط والی پت براون برای جانشینی استنلی مسک، که براون به دیوان عالی کالیفرنیا منصوب کرده بود، منصوب شد. به عنوان دادستان کل، لینچ به پیش نویس قانون مربوط به اجرای قانون، از جمله اقدامات برای کنترل استفاده از مواد مخدر، برای کنترل تبلیغات و فروش مواد و کنترل دستگاه‌های مخرب و سلاح‌های خطرناک کمک کرد. وی همچنین به بهبود کیفیت اجرای قانون نیز کمک کرد.
در حالی که برای یک دوره کامل در سال ۱۹۶۶ در حال اجرا بود، لینچ تنها دموکراتی بود که در میان شکست رونالد ریگان پات براون، مقامات سراسر کشور را به دست آورد.

### مقدماتی ریاست جمهوری حزب دموکرات ۱۹۶۸
در ابتدا برای رهبری هیئت طرفدار لیندون جانسون قبل از تصمیم جانسون برای انتخاب مجدد انتخاب نشد، لینچ به عنوان کاندیدای پسر مورد علاقه در انتخابات ریاست جمهوری دموکراتیک سال ۱۹۶۸ در کالیفرنیا انتخاب شد و در جایگاه سوم بعد از رابرت اف کندی و یوجین مک‌کارتی قرار گرفت.

## مرگ
لینچ پس از نبرد شش ساله با سرطان در ۲۹ مه ۱۹۸۶ در سانفرانسیسکو درگذشت. لینچ در زمان مرگ وکیل مؤسسهٔ حقوقی سان فرانسیسکو، جرالد مارکوس بود.